# Voralpsee
Voralpsee är en sjö i Schweiz.   Den ligger i distriktet Wahlkreis Werdenberg och kantonen Sankt Gallen, i den östra delen av landet, 150 km öster om huvudstaden Bern. Voralpsee ligger 1 132 meter över havet. Arean är 0,14 kvadratkilometer. Den sträcker sig 0,6 kilometer i nord-sydlig riktning, och 0,5 kilometer i öst-västlig riktning.
I omgivningarna runt Voralpsee växer i huvudsak blandskog. Runt Voralpsee är det tätbefolkat, med 257 invånare per kvadratkilometer.